# When The Shadows Beam
When The Shadows Beam — второй EP пост-хардкор группы Silverstein. Это первый релиз, в котором участвует басист Билл Хэмилтон и гитарист Нил Бошарт. EP вышел 26 апреля 2002 года. Было выпущено 1000 копий этого EP. Все песни с этого EP (как и с Summer's Stellar Gaze) были выпущены в сборнике 18 Candles: The Early Years в 2006 году. В 2003 году вышел дебютный альбом When Broken Is Easily Fixed, в котром были перезаписанные версии песен Last Days Of Summer, Red Light Pledge, Bleeds No More и Wish I Could Forget You.
Также это первый релиз, в котором используется такой вокальный приём как скрим. В отличие от предыдущего EP, вокал записан гораздо лучше и качественнее.

## Трек-лист
| №                   | Название                                             | Длительность |
| ------------------- | ---------------------------------------------------- | ------------ |
| 1.                  | «Red Light Pledge» (Залог Красного Цвета)            | 3:50         |
| 2.                  | «Dawn Of The Fall» (Рассвет Осени)                   | 4:16         |
| 3.                  | «Wish I Could Forget You» (Хотел Бы Я Забыть О Тебе) | 3:26         |
| 4.                  | «Bleeds No More» (Больше Не Кровоточит)              | 3:17         |
| 5.                  | «Last Days Of Summer» (Последние Дни Лета)           | 4:25         |
| 6.                  | «Waiting Four Years» (Ожидание Четырех Лет)          | 4:01         |
| Общая длительность: | Общая длительность:                                  | 23:16        |

## Участники Записи
- Шэйн Тольд — вокал
- Джош Бредфорд — ритм-гитара
- Нейл Бошарт — соло-гитара
- Билл Хэмилтон — бас-гитара
- Пол Кёлер — барабаны